# 高野毅
高野 毅（たかの つよし、1983年6月28日 -）は、地方競馬の大井競馬場佐藤壽厩舎所属の元騎手である。勝負服の柄は胴青・右紫襷、袖青・紫一本輪。福島県出身、血液型B型。地方競馬教養センター騎手課程第79期生。大井競馬場の高野誠毅騎手は実弟。

## 来歴
2004年3月31日付けで地方競馬騎手免許を取得。同年4月19日大井競馬第1競走C3八組九組条件戦5番人気サラダクララサララで初騎乗（14頭立て14着）。同年4月24日大井競馬第9競走シリウス賞（B1二組B3一組）を5番人気ヤマニンデュークで逃げ切り優勝、8戦目で初勝利をあげる。
2008年10月29日第5回TCKディスタフにおいて7番人気ダイワオンディーヌに騎乗し2着となり、波乱を演出した。
2009年9月1日から2010年3月14日まで高知競馬で期間限定騎乗を行うと発表された。高知競馬での所属は雑賀正光厩舎。2010年3月7日第18回高知競馬6日目で高知での期間限定騎乗を終了、同年3月15日第19回大井競馬1日目より南関東での騎乗を再開した。
2016年3月に調教師試験に合格したのに伴い、騎手を引退した。
地方通算成績は2113戦72勝・2着80回・3着91回・勝率3.4%・連対率7.2%

## 調教師成績

### 主な管理馬
- ヴィゴーレ（2023年せきれい賞）[7]